# Беруньско-Лендзинский повет
Беруньско-Лендзинский повят (пол. Powiat bieruńsko-lędziński) — повят (район) в Польше, входит как административная единица в Силезское воеводство. Центр повята — город Берунь. Занимает площадь 156,68 км², что делает его наименьшим по площади поветом в стране. Население — 58 959 человек (на 30 июня 2015 года).

## Административное деление
- города: Берунь, Имелин, Лендзины
- городские гмины: Берунь, Имелин, Лендзины
- сельские гмины: Гмина Бойшовы, Гмина Хелм-Слёнски

## Демография
Население повята дано на 30 июня 2015 года.
| Перепись            | Всего  | Мужчины | Женщины |
| ------------------- | ------ | ------- | ------- |
|                     | чел.   | чел.    | чел.    |
| Всего               | 58 959 | 29 079  | 29 880  |
| Городское население | 45 205 | 22 398  | 22 807  |
| Сельское население  | 13 754 | 6681    | 7073    |